# NSB Type 24
Die norwegischen Dampflokomotiven der Type 24 wurden zwischen 1909 und 1921 von Thunes mekaniske verksted, Nydqvist och Holm und Hamar Jernstøberi (deutsch Eisengießerei Hamar) für die Norges Statsbaner (NSB), die staatliche Bahngesellschaft in Norwegen, gebaut. Die Baureihe war als Weiterentwicklung der Type 22 mit dieser in weiten Teilen identisch.

## Geschichte
Die Lokomotiven waren Güterzuglokomotiven mit großem Dampfkessel und großen Zylindern, aber kleinen Treibrädern, so dass sie große Zugkraft, jedoch eine geringe Höchstgeschwindigkeit hatten.

### NSB Type 24a
Die 24a war eine Weiterentwicklung der 22a und wurde als Naßdampf-Verbundlokomotive ohne Überhitzer mit einem Zwillingstriebwerk geliefert.
Als 24a wurden die Nr. 147, 194–196 und 210 geliefert. 147 wurde 1909 von Thunes mekaniske verksted für Nordbanen gebaut. Die Lokomotive entsprach mit Ausnahme des veränderten Führerhauses genau der 22a 144. Nr. 194, 195, 196 und 210 wurden 1909 von Hamar Jernstøberi gebaut.

### NSB Type 24b
Thunes mekaniske verksted lieferte 1910 die erste Heißdampf-Lokomotive der Type 24b. Nach Anlieferung dieser Bauart wurde beschlossen, alle älteren Lokomotiven der Typen 22a und 24a in dieser Weise umzubauen. Der Umbau der 24a dauerte jedoch von 1938 bis 1949. Danach waren zwölf Lokomotiven in dieser Ausführung vorhanden.

### NSB Type 24c
Diese Unterbaureihe wurde in drei Exemplaren erst 1921 von Nydqvist och Holm geliefert und war mit einem Speisewasser-Vorwärmer ausgestattet.

### NSB Type 24d
1924 wurde ein Versuch mit einer Heißdampfverbundlokomotive unternommen. Dazu wurde 24a 147, die erste Lokomotive der Serie, im Dezember entsprechend umgebaut. Die Lokomotive blieb ein Einzelstück, das Verbundtriebwerk wurde im November 1941 wieder ausgebaut und die Lok in die Baureihe 24b eingereiht.

### NSB Type 24e
Ein weiterer Umbau aus der 24b, bei dem die Heizfläche von 108,3 m2 auf 112,1 m2 sowie die Überhitzerfläche von 36,3 m2 auf 42 m2 vergrößert werden sollte, unterblieb. Für diese Variante war bereits die Bezeichnung Type 24e vorgesehen.

## Einsatz und Verbleib
Nach dem Zweiten Weltkrieg waren die Lokomotiven vor allem auf der Solørbane, bis 1956 auf der Sørlandsbane zwischen Sira und Stavanger, bis 1959 auf der Randsfjordbane und bis 1968 auf der Valdresbane eingesetzt.
24b 147 entgleiste am 6. Februar 1967 zwischen Leira und Aurdal bei Nordåkjordet und wurde vor Ort zerlegt. Sie war die letzte Lok, die auf der Valdresbane verwendet wurde. 24b 195, 210 und 264 wurde am 10. Mai 1968 nach ihrem Einsatz auf der Randsfjordbane und der Valdresbane ausgemustert.
Die letzte Lok im Einsatz war 24b 236, die am 22. Oktober 1970 ausgemustert wurde. Sie blieb erhalten.

## Museumslok24b 236
Die Lokomotive wurde am 29. Juni 1912 für die Gjøvikbane von Thunes mekaniske verksted gebaut. Später war sie zudem auf anderen Strecken im Distrikt Oslo und im Distrikt Drammen im Einsatz. Bereits 1958 wurde ihre Ausmusterung beschlossen, aber nach einem Unfall von 24c 404 wurde sie am 6. Februar 1959 wieder in Betrieb genommen. Mitte der 1960er-Jahre war die Maschine weitgehend auf der Valdresbane im Einsatz, wo sie sowohl Güter- als auch Personenzüge beförderte. Am Ende ihrer Dienstzeit im Jahr 1968 war die 236 wieder in Drammen stationiert, wo sie ihren Dienst bei NSB mit der Beförderung der Schotterzüge von Svene pukkverk (deutsch Steinbruch Svene) zum Bahnhof Kongsberg beendete.
Ihre Ausmusterung erfolgte am 22. Oktober 1970, im folgenden Jahr wurde durch eine Vereinbarung zwischen Norsk Jernbaneklubb (NJK), Norsk Jernbanemuseum in Hamar und NSB beschlossen, die Lok der Nachwelt zu erhalten. Nach der Unterzeichnung der Vereinbarung wurde die Lokomotive in Kløftefoss an der Krøderbane hinterstellt. 1978 erfolgte in Stavanger die betriebsfähige Aufarbeitung, um sie beim 100. Jubiläum der Jærbane einzusetzen. Nach der Veranstaltung wurde sie auf der Krøderbane eingesetzt, wo sie zwischen 1978 und 1981 die einzige betriebsfähige Normalspur-Dampflokomotive in Norwegen war. Sie wurde oft für Film- und Fernsehaufnahmen und andere schienenverkehrsbezogenen Veranstaltungen genutzt, bis eine zweite Dampflokomotive des NJK restauriert und fahrtüchtig hergerichtet wurde.